# Hahnia harmae
Hahnia harmae là một loài nhện trong họ Hahniidae.
Loài này thuộc chi Hahnia. Hahnia harmae được Paolo Marcello Brignoli miêu tả năm 1977.